# Knightsbridge (metrostation)
Knightsbridge is een station van de metro van Londen aan de Piccadilly Line dat werd geopend op 15 december 1906.

## Geschiedenis
Het initiële deel van de Great Northern, Piccadilly and Brompton Railway (GNP&BR), de latere Piccadilly Line, werd gebouwd tussen 1902 en 1906 en loopt in de wijk Knightsbridge onder Brompton Road . Een saillant detail is dat de tunnels tussen Knightsbridge en South Kensington een bochtig tracé kennen omdat men langs enkele massagraven van slachtoffers van de pest-epidemieën uit de 17e eeuw moest navigeren.

### Liften
Het station is onderdeel van het initiële deel van de lijn. Het station werd aanbesteed als Sloane Street en werd gebouwd volgens het standaardontwerp van Leslie Green. Het station kreeg tijdens de bouw de naam Knightsbridge, de straat langs de zuidkant van Hyde Park die op zijn beurt genoemd is naar de brug die ter hoogte van de Albert Gate de Westbourne overspande. Het stationsgebouw aan Brompton Road 29 week af van het standaardontwerp doordat onder de middelste boog een doorgang lag, geflankeerd door winkels, naar de eigenlijke stationshal bij het Basil Street hotel, die ook vanaf Basil Street bereikbaar was. De gevel van de winkels en de doorgang hadden wel de geglazuurde bloedrode tegels en de bogen op de eerste verdieping die typerend zijn voor de stations van Leslie Green. Zoals gebruikelijk voor de Eerste Wereldoorlog werden liften gebouwd om de reizigers tussen de stationshal en de toegangstunnels op ongeveer 18 meter diepte de vervoeren. Ondergronds werd het geheel afgewerkt met tegelwerk dat ten behoeve van laaggeletterden op elk station een eigen patroon had. De perrons liggen in een lichte boog onder Brompton Road tussen Knightsbridge en Knightsbridge Green. De toegangstunnels waren ongeveer op halve perronlengte met vaste trappen met de perrons verbonden. De aanloop was van meet af aan groot, doordat het station in een drukke en trendy winkelstraat ligt met onder andere de warenhuizen Harrods en Harvey Nichols. Dit in tegenstelling tot het eerst volgende station in westelijke richting, Bompton Road, waar reizigers zich nauwelijks lieten zien zodat al in 1909 werd besloten om niet meer alle metro's daar te laten stoppen.

### Roltrappen
In 1929 was de verlenging van de Piccadilly Line aan de orde en werd onder andere besloten tot de ombouw van een aantal stations, waaronder Knightsbridge, om de doorstroming te verbeteren. Hiertoe werden roltrappen in plaats ter vervanging van de liften ingevoerd. Omdat liften verticaal en roltrappen diagonaal lopen betekende dit een verschuiving van de stationshal ten opzichte van de perrons. De nieuwe ronde stationshal werd onder het kruispunt van Knightsbridge met Brompton Road en Sloane Street gebouwd, met diverse toegangen rond het plein. De hoofdingang kwam op de hoek van Knightsbridge en Sloane Street op de begane grond van een filiaal van Barclay's Bank. Dit pand werd opgetrokken in de stijl van Charles Holden met graniet op de begane grond en daarboven portlandsteen, de roltrappen eindigen beneden naast de toegangstunnels van het oorspronkelijke station. Reizigers gaan daar nog altijd met een “brug” over het oostelijke spoor die met vaste trappen tussen de buizen met de perrons verbonden is. Ook aan het zuidelijke perroneinde werden roltrappen gebouwd die onder de straat via een voetgangerstunnel verbonden zijn met een stationshal bij Hans Cresent naast Harrod's, deze roltrappen liggen onderaan wel op perronniveau. De roltrappen aan de noordkant werden op 18 februari 1934 samen met de stationshal geopend, waarop de ingang met de liften werd gesloten. Het gebouw aan Brompton Road werd vervolgens gesloopt, maar de achteringang op de hoek van Basil Street en Hoopers Court beef ingebruik als kantoor. De roltrappen aan de zuidkant kwamen op 30 juli 1934 in bedrijf nadat de avond daarvoor station Brompton Road was gesloten. De smalle voetgangerstunnel aldaar zou regelmatig overbelast raken door groepen reizigers die elkaar probeerden te passeren in de beperkte ruimte. Uiteindelijk werden deze opstoppingen in 2004 opgelost door een vergroting van de ondergrondse hal en een extra  trap in het midden van de Hans Cresent. 

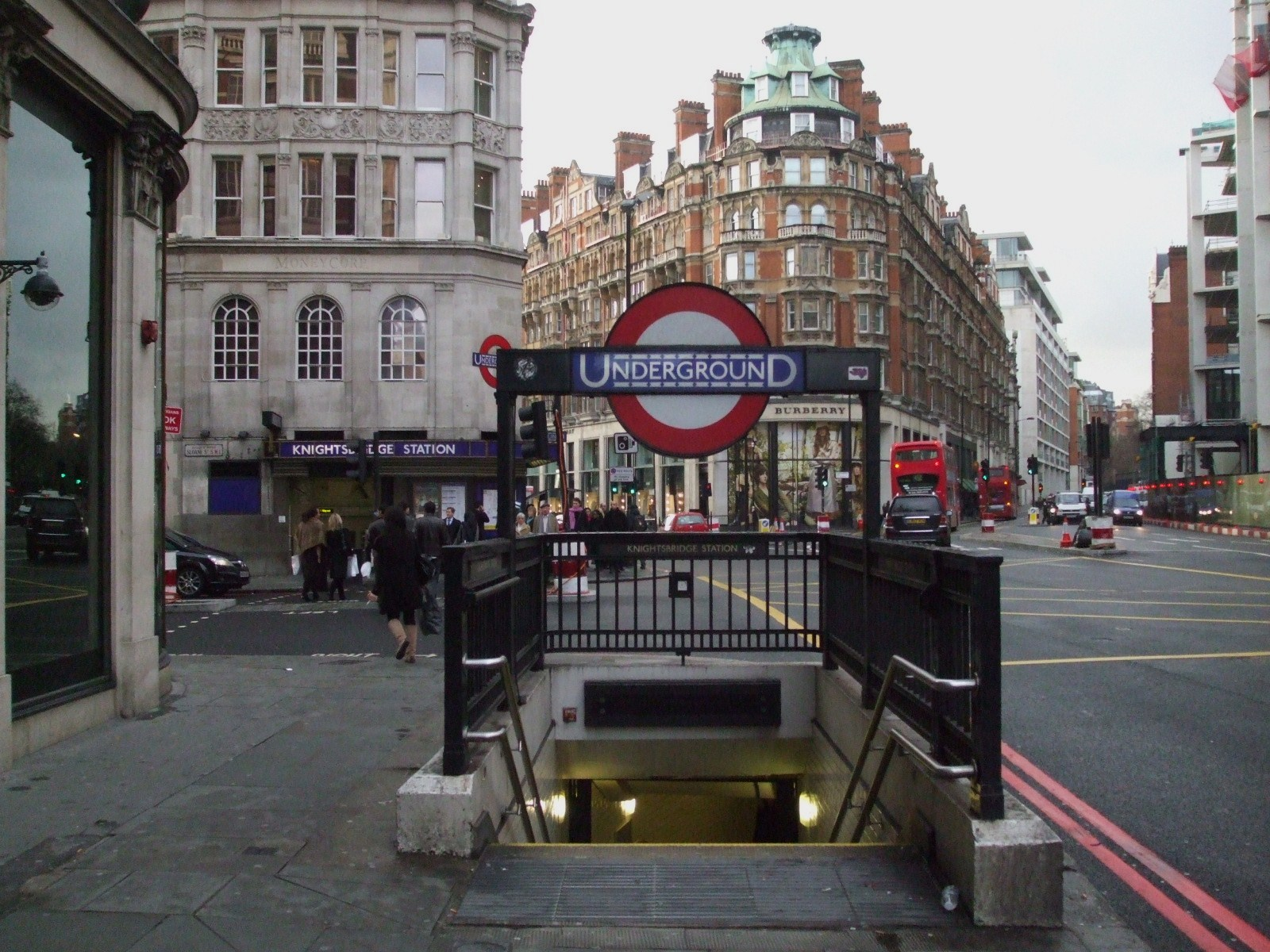
De oostelijke toegang aan Knightsbridge
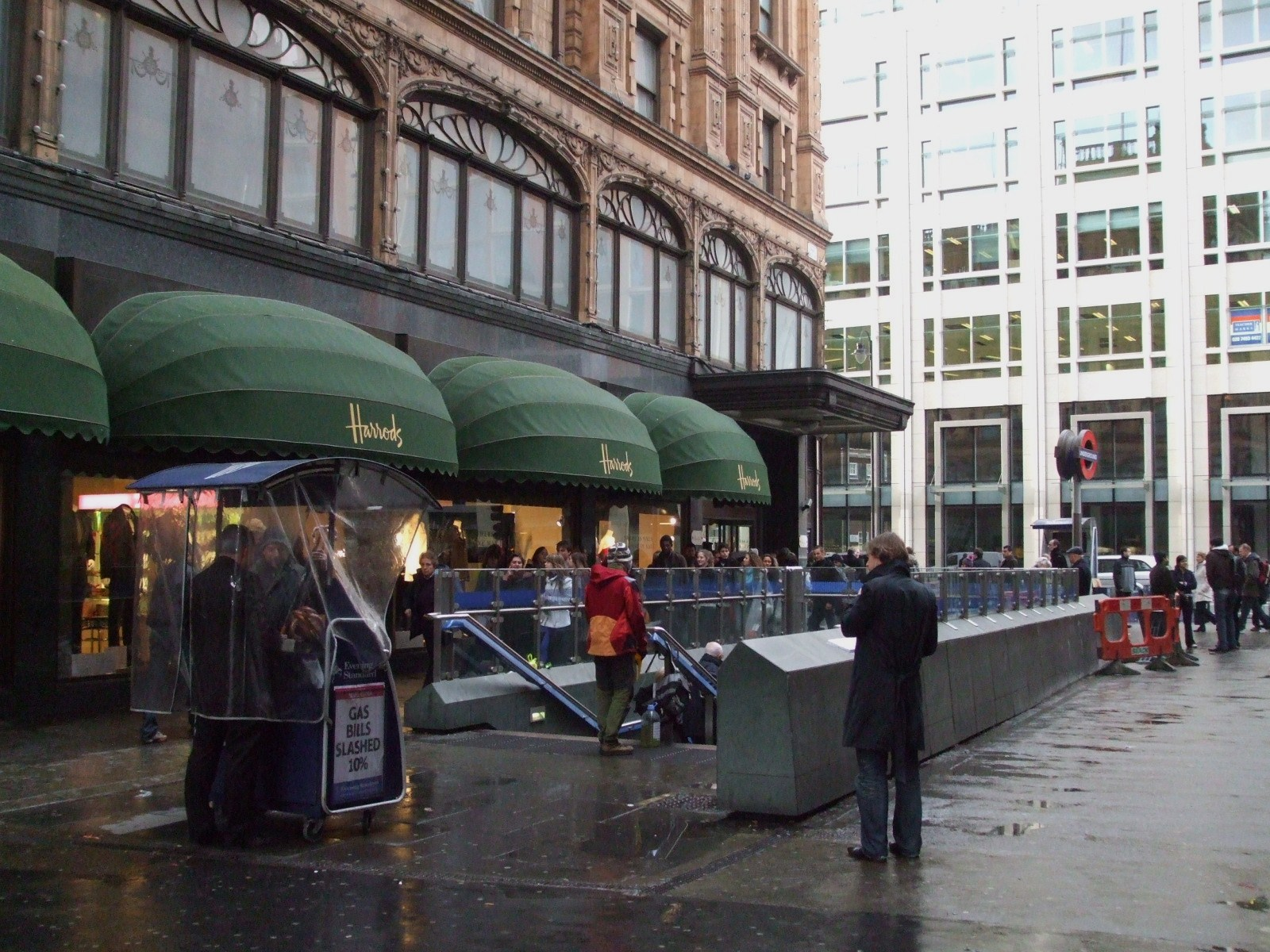
De zuidelijke ingang naast Harrod's
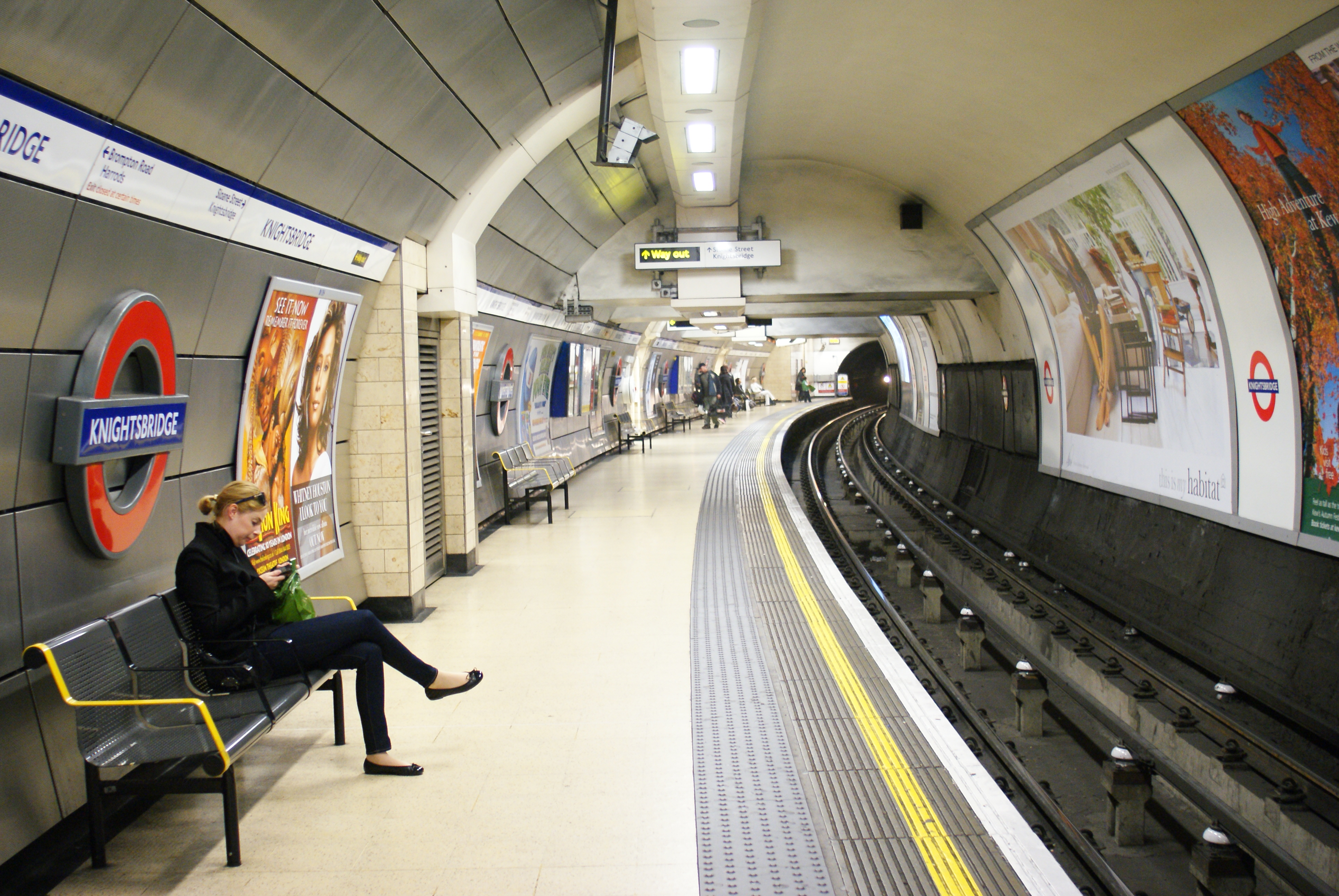
Het perron richting South Kensington in 2009

### Aanpassingen
In 2005  werden tijdens onderhoud de tegels uit de jaren dertig weggewerkt achter metalen panelen om het station een moderne uitstraling te geven. In december 2010 werd, als onderdeel van het appartementen complex Hyde Park One, een nieuwe ingang aan de noordkant van Knightsbridge geopend. In 2017 werden plannen bekendgemaakt voor een ingrijpende verbouwing van de Knightsbridge Estate die op en naast het stationsgebouw uit 1934 was gebouwd. Hierdoor moest ook de toegang tot het station wijken en een en ander werd aangegrepen om het station ook rolstoeltoegankelijk te maken. De ombouw, die in april 2020 begon, betekent dat warenhuis Burberry die begane grond en eerste verdieping betrekt en aan de zuidkant de nieuwbouw van Hooper's Court komt te staan. Als vervanging van de oude hoofdingang wordt aan Brompton Road een nieuwe ingang gebouwd waar Knightsbridge Estate in Hooper's Court overgaat. De ingang uit 1906 met de liften wordt in ere hersteld waarbij de liftkokers worden voorzien van moderne liften om de rolstoelgebruikers te vervoeren. Tussen de oude toegangstunnels en de perrons komt eveneens een lift voor het laatste stukje naar het perron. De zuidgevel van Hooper's Court wordt, net als de gebouwen van Leslie Green, bekleed met bloedrode geglazuurde tegels al zijn die niet identiek aan het origineel. Ondergronds is zijn tegelwerk in de loop van 2021 verwijderd en zullen de tunnels worden voorzien van nieuwe tegels in dezelfde kleuren. De verwijderde tegels gaan naar het London Transport Museum, die een deel opneemt in de collectie en de rest zal verkopen als fondsenwerving voor het museum. Het grootste deel van de ombouw zal worden betaald door Knightsbridge Estate en projectontwikkelaar Chelsfield, de eigenaren van de panden. Transport for London draagt £ 12 miljoen bij om het station tot en met de perrons rolstoeltoegankelijk te maken.

## Film en televisie
Het station verscheen in 1992 in een aflevering van Rumpole of the Bailey ( Rumpole and the Children of the Devil ) waarin Horace Rumpole en zijn vrouw Hilda elkaar ontmoeten na hun afzonderlijke reis  van respectievelijk Temple en Gloucester Road. Ze verlaten samen station Knightsbridge via de  trappen op de hoek van Hans Crescent en Brompton Road waar sinds 2004 de hoofdingang van een Zara filiaal is.
De openingsscène van de speelfilm The Wings of the Dove uit 1997, naar het boek van van Henry James speelde zich af op de perrons voor de metro's in oostelijke richting. De opnames van zowel Dover Street als Knightsbridge werden gemaakt in dezelfde coulissen met een nagebouwd metrostel materieel 1906.

## Fotoarchief
- London's Transport Museum Photographic Archive
  - Originele stationsgebouw, 1906
  - Basil Street ingang, 1925
  - Stationshal, 1927
  - Nieuw stationsgebouw, 1934
  - Nieuwe ondergrondse stationshal met kaartverkoopmachines en de bovenkant van de roltrappen, 1934
  - Westelijke stationshal, 1934
  - Voetgangerstunnel naar westelijke stationshal, 1934